# ニール・ロス
ニール・ロス （Neil Ross、1944年12月31日 - ）は、アメリカ合衆国の男性声優。

## 概要
イングランド・ロンドンで生まれ、1950年から1957年まではカナダ・ケベック州モントリオールのウエストマウントで育つ。
10代前半の時にカリフォルニア州に移住。ユタ州などでラジオアナウンサーの仕事をした後、1978年にロサンゼルスに移住し、声優の活動を始めた。自宅に専用の録音スタジオを持つ。

## 出演作品

### テレビアニメ
1981年
- スパイダーマン（ノーマン・オズボーン）
- スパイダーマン&アメイジング・フレンズ（ - 1983年、ノーマン・オズボーン、スコーピオン、他）

1982年
- リッチー・リッチ（セールスマン）

1984年
- 戦え!超ロボット生命体トランスフォーマー（- 1985年、スラッグ、ボーンクラッシャー、グレン、他）
- ピンクパンサー&サンズ
- ボルトロン（- 1985年、キース、ピッジ）

1985年
- 宇宙家族ジェットソン
- 地上最強のエキスパートチーム G.I.ジョー（- 1986年、ブザー）

1986年
- ギャラクシー・ハイスクール（ローランド）
- 戦え!超ロボット生命体トランスフォーマー2010（スプラング、トルネドロン、他）

1987年
- 星銃士ビスマルク（ - 1988年）
- スパイラルゾーン（タンク・シュミット、オーバーロード、バンディット）
- 小さな森の精 あいあむ!スマーフ
- トランスフォーマー ザ・リバース（ポイントブランク、クロスヘアーズ、ボラス、モンゾ、フレイカス、シックスショット）
- わんぱくダック夢冒険

1989年
- X-メン・プライド・オブ・ザ・X-メン（ウルヴァリン）
- ガーフィールドと仲間たち（ - 1994年、アナウンサー、他）

1990年
- テイルスピン（ - 1991年）
- トムとジェリーキッズ（ - 1992年）

1992年
- バットマン（ - 1994年、リップス、議長、ディーラー、他）
- ラグラッツ（ - 1994年、アナウンサー、漁師、他）
- リトル・マーメイド（ - 1993年）

1993年
- アニマニアックス（- 1994年、アナウンサー）

1993年
- アングリー・ビーバーズ（テレビの男）

1994年'
- アイアンマン（ - 1996年、ウォルター・スターク、フリザード）
- アラジンの大冒険（ペクター王）
- スパイダーマン（ - 1998年、ノーマン・オズボーン/初代グリーンゴブリン、老人）

1995年
- マスク・アニメーション（ - 1997年、ミッチ・ケラウェイ警部）

1996年
- クワック・パック（コーリー市長）
- シルベスター&トゥイーティー ミステリー（ネッド）
- スーパーマン（ - 1997年、ラルフ、船長）

1998年'
- ピンキー&ブレイン（アナウンサー）
- Voltron：The Third Dimension（ - 2000年、キース）

2001年'
- ビリー&マンディ（森林警備員）

2002年
- オジー&ドリックス（警察官）
- ジャッキー・チェン・アドベンチャー（魔術師）

2004年
- ザ・バットマン（ロビンソン）

2006年'
- KND ハチャメチャ大作戦 オペレーション・ゼロ（グランドファーザー）

2007年
- ベン10（ラジオ・キャスター1、警備員2）

2008年'
- ガーフィールド・ショー（- 2013年）

2012年
- カンフー・パンダ ザ・シリーズ（- 2013年、フー）

2019年
- トムとジェリー ショー（フランケンシュタイン）

### 劇場アニメ
1986年
- トランスフォーマー ザ・ムービー（スプラング、スラッグ、ボーンクラッシャー、グレン）
- アメリカ物語（ジョン）

1992年
- 不思議の森の妖精たち（老人）

1993年
- バットマン/マスク・オブ・ファンタズム（強盗）

1994年
- おやゆび姫 サンベリーナ（ミスター・フォックス）

2004年
- スポンジ・ボブ/スクエアパンツ ザ・ムービー（サイクロプス）

2006年
- アントブリー（ハチ1、ハチ5）

### OVA
1987年
- G.I.ジョー ザ・ムービー（ブザー）

1998年
- バットマン サブゼロ 凍りついた愛（警察官、テレビアナウンサー）

1999年
- スクービー・ドゥーと魔女ゴースト（1999年、市長）

2000年
- スクービー・ドゥー 宇宙からの侵略者?!（2000年、セルジオ）

2005年
- ザ・バットマン VS. ドラキュラ
- トムとジェリー ワイルドスピード（医者）

2007年
- ガーフィールド3（ウォーリー）

2008年
- ガーフィールド・ファン・フェスト（ウォーリー）
- ガーフィールド・ザ・ヒーロー（ウォーリー、チャールズ）

### ゲーム
- スター・ウォーズ 出撃! ローグ中隊（1998年、ハン・ソロ）
- 鬼武者（2001年、ギルデンスタン）
- メタルギアソリッド2（2001年、ネイビーシールズ）
- エターナルダークネス 〜招かれた13人〜（2002年、エドウィン・リンゼイ）
- 鬼武者3（2003年、ギルデンスタン）
- NINJA GAIDEN Σ（2004年、ムラマサ）
- スパイダーマン3（2007年、カーライル）

### テレビドラマ
- スーパーヒューマン・サムライ・サイバー・スクワッド（1994年 - 1995年、スコーンの声、スチューピット・ヴィールスの声、電話局の局員の声、警察官2の声、他）
- スイート・ライフ オン・クルーズ（2010年、声の出演）
- Eagleheart（2012年、アナウンサーの声）

### 実写映画
1985年
- エクスプロラーズ（音声効果）

1988年
- インナースペース（ポッドのコンピューターの声）

1989年
- バック・トゥ・ザ・フューチャー PART2（ビフ・タネン博物館のナレーション）

1990年
- ディック・トレイシー（ラジオアナの声）
- グレムリン2 新・種・誕・生（アナウンス）

1991年
- ビルとテッドの地獄旅行（その他の声）

1995年
- ベイブ（動物の声、TVのコメンテイターの声）

1999年
- マルコヴィッチの穴（声の出演）

2000年
- SUGIHARA Conspiracy of kindness 杉原千畝 善意の陰謀（ナレーター）
- レッドプラネット（宇宙服の声）

2005年
- マスク2（ディープ・アルビーの声）

### その他
- ウォルマート（テレビCMナレーション）
- キャプテン・プラネット（キャプテン・プラネット） ※パイロット版
- コカ・コーラ（テレビCMナレーション）
- サウスウエスト航空（テレビCMナレーション）
- 第56回プライムタイム・エミー賞授賞式（アナウンス）
- 第75回アカデミー賞授賞式（アナウンス）
- プレイボーイ ビデオプレイメイトカレンダー（ナレーター）※1988年から2002年まで